# Kher Khereh
Kher Khereh (em persa: خرخره, também romanizada como Kherkhereh; também conhecida como Jazīreh Kher Khereh e Beyt-e Yāsīn) é uma aldeia do distrito rural de Bahmanshir-e Shomali, no condado de Abadan, na província de Khuzistão, Irã.
Segundo o censo de 2006, sua população era de 570 habitantes, em 106 famílias.